# Kivistönmäki
Kivistönmäki este o arie protejată (arie specială de conservare — SAC, sit de importanță comunitară — SCI) din Finlanda întinsă pe o suprafață de 21,7 ha, integral pe uscat.

## Localizare
Centrul sitului Kivistönmäki este situat la coordonatele 62°51′06″N 22°39′58″E / 62.8517°N 22.6661°E.

## Înființare
Situl Kivistönmäki a fost declarat sit de importanță comunitară în mai 2002 pentru a proteja 1 specie de animale. Situl a fost protejat și ca arie specială de conservare în aprilie 2015.

## Biodiversitate
Situată în ecoregiunea boreală, aria protejată conține 2 habitate naturale: Taiga vestică, Mlaștini împădurite.
La baza desemnării sitului se află o specie protejată de  mamifere: veveriță zburătoare siberiană (Pteromys volans).